# 꼬인 도넛
꼬인 도넛(--doughnut)은 반죽을 가늘고 길게 늘여 두 가닥으로 꼬아서 튀겨 낸 도넛이다.

## 지역별 꼬인 도넛

### 아시아
일본에서는 사쿠베이라는 꼬인 도넛을 먹는다.
중국에서는 마화라는 꼬인 도넛을 먹는다.
필리핀의 비사야에서는 샤코이라는 꼬인 도넛을 먹는다. 단단하고 바삭바삭한 버전은 필리핏이라 불린다.

### 유럽
이탈리아에서는 트레차라는 꼬인 도넛을 먹는다.

## 사진

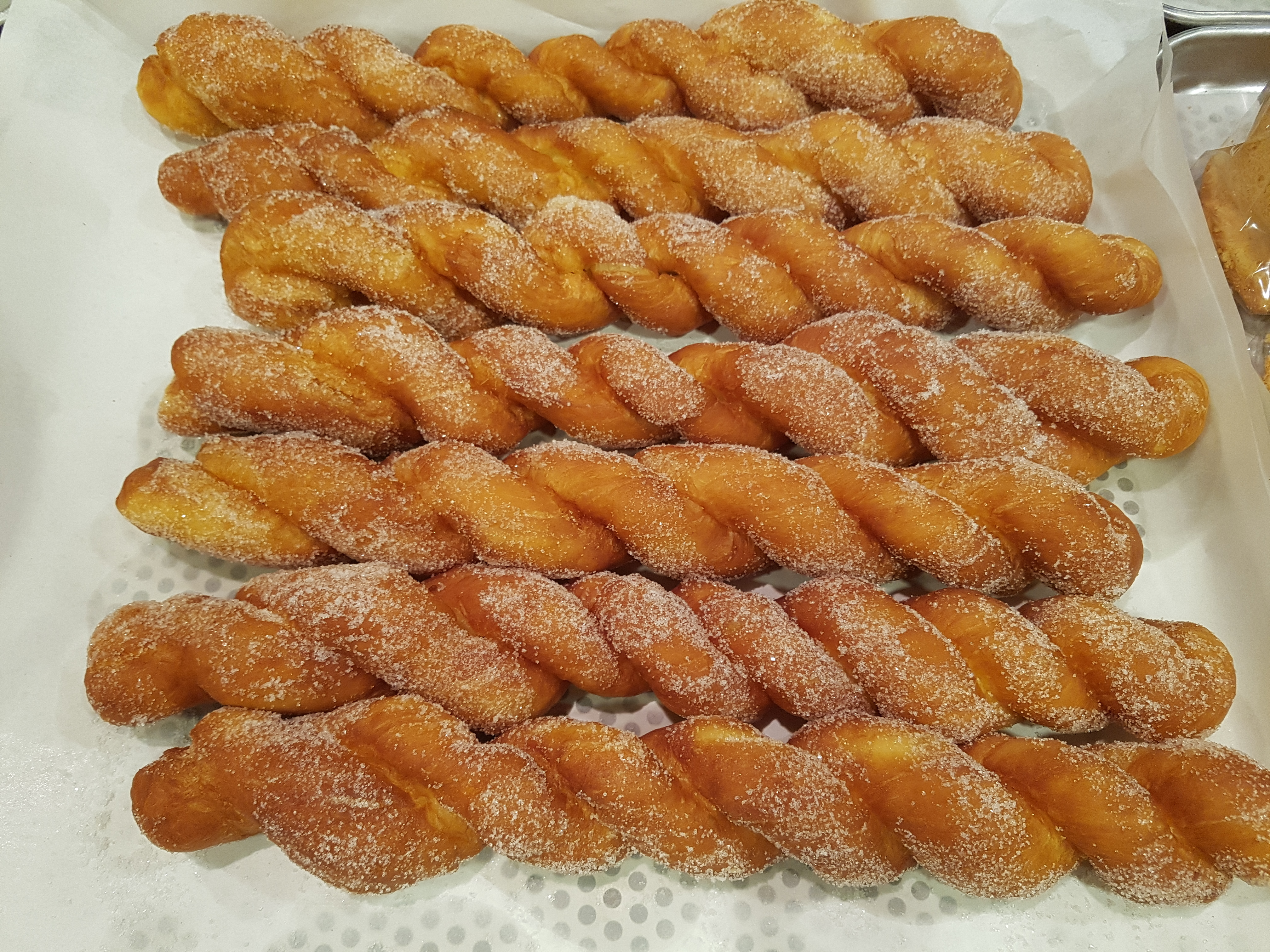
꽈배기
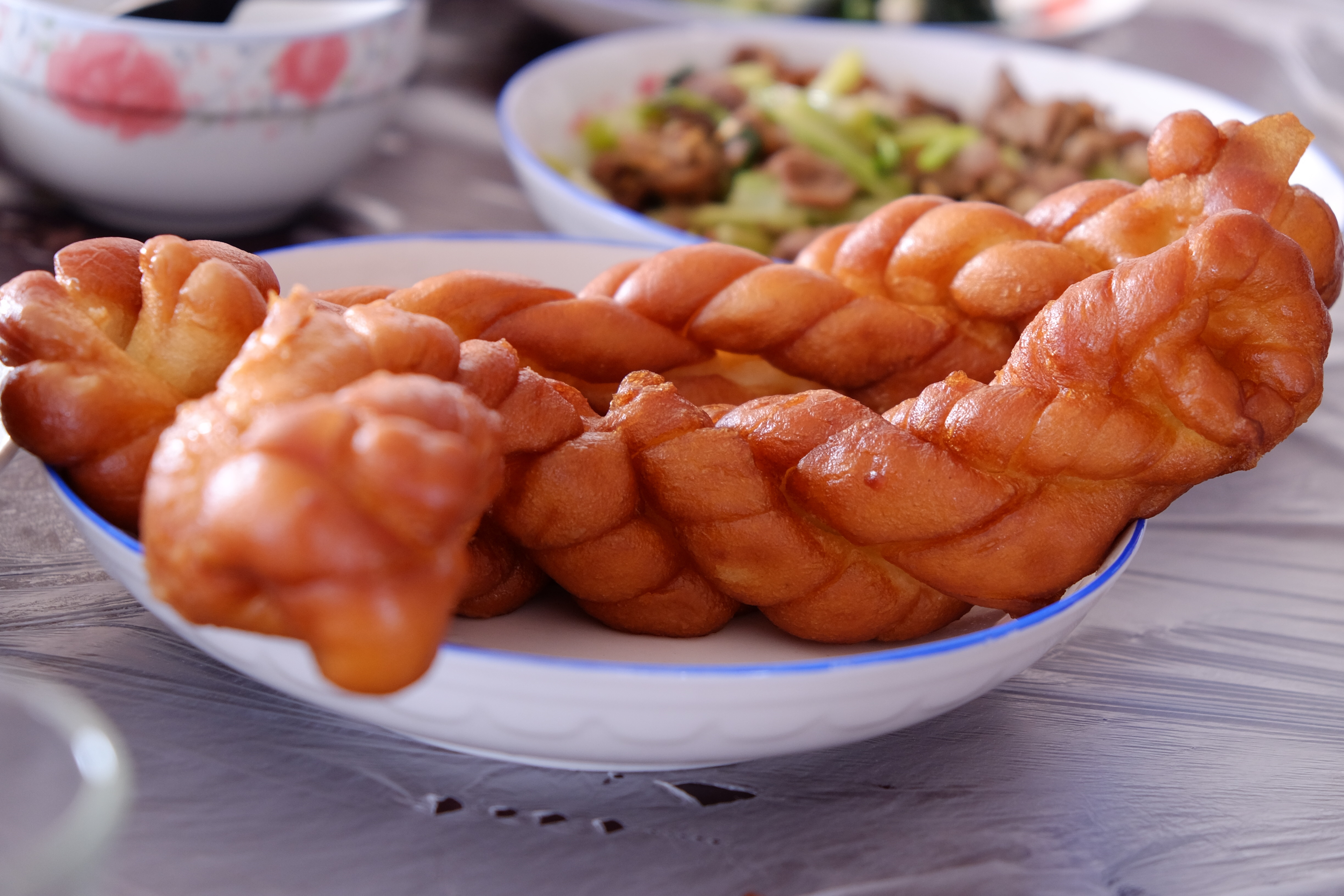
마화
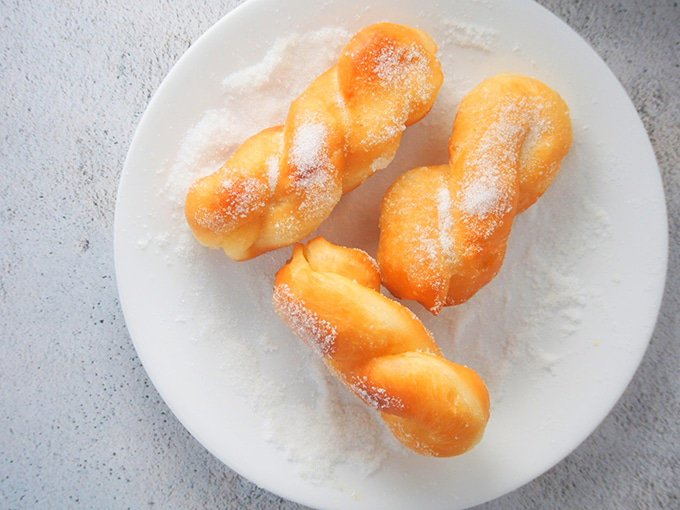
비초비초

## 같이 보기
- 도넛